# Antoni Moltó Arissa
Antoni Moltó Arissa (Barcelona, 20 de novembre de 1933) és extirador olímpic i dirigent esportiu.
Després de practicar diversos esports durant la seva joventut, es va dedicar finalment al tir olímpic, en el qual es va centrar a partir de 1964 i guanyà diversos campionats de Catalunya i de Barcelona, i formà part de la selecció espanyola en quatre trobades internacionals. Com a directiu el 1969 entrà a la junta directiva del Tir Esportiu de Barcelona, aleshores anomenat Tiro Nacional de Barcelona, i antecedent de l'actual Federació Catalana de Tir Olímpic, i en fou vicepresident (1978-82) i president (1987-95). Durant el seu mandat, creà l'Escola de Tir per a la Joventut i coorganitzà les proves d'arma curta dels Jocs Olímpics de Barcelona. Des del 1979 és membre de la junta directiva de la Federació Catalana de Tir Olímpic, fou adjunt a la presidència (1987-95) i des del 1996 ocupa el càrrec de president. Ha organitzat diverses competicions internacionals, com ara el Campionat del Món de Tir Olímpic (1998). Dirigeix el Centre Especialitzat d'Alt Rendiment de Tir Olímpic Juan Carlos I va formar part de la junta directiva de la Federació Espanyola de Tir Olímpic, i el 2009 va ser premiat com a millor dirigent de federació per l'Associació Catalana de Dirigents de l'Esport. Té el títol d'àrbitre internacional de tir i ha rebut la insígnia d'or del Tir Esportiu de Barcelona i la medalla al mèrit esportiu de la federació espanyola. També és soci d'honor del Club de Tir Olímpic Lleida.